# West Dorset
West Dorset – dawny dystrykt niemetropolitalny w hrabstwie Dorset w Anglii. W 2011 roku dystrykt liczył 99 264 mieszkańców.
Dystrykt utworzony został 1 kwietnia 1974 roku. Funkcjonował do 1 kwietnia 2019 roku, kiedy to z połączenia pięciu dystryktów utworzona została jednostka typu unitary authority – Dorset.

## Miasta
- Beaminster
- Bridport
- Chickerell
- Dorchester
- Lyme Regis
- Sherborne

## Inne miejscowości
Abbotsbury, Allington, Alton Pancras, Askerswell, Batcombe, Bincombe, Bishop's Caundle, Blackdown, Briantspuddle, Broadmayne, Burton Bradstock, Castleton, Cerne Abbas, Charmouth, Clifton Maybank, Longburton, Leweston, Melcombe Horsey, Melplash, Nether Compton, Oborne, Osmington, Osmington Mills, Poundbury, Poyntington, Puddletown, Ryme Intrinseca, Stratton, Thorncombe, Thornford, Toller Fratrum, Toller Whelme, Uploders, Walditch, Winterborne St Martin, Wraxall, Wynford Eagle.